# Kejawèn
Kejawèn (javanische Schrift ꦏꦗꦮꦺꦤ꧀, auch kajawèn, indonesisch agama Kejawen, „javanische Religion“), auch Javanismus, umfasst die auf der indonesischen Insel Java vorkommende traditionelle Kultur der Abangan, einer nominell muslimischen Bevölkerungsgruppe, deren synkretistische Glaubensvorstellungen altjavanische (Animismus, Ahnenverehrung) und hinduistische Elemente einschließen. Die Kejawèn genannten religiösen Bräuche basieren auf mündlicher Überlieferung.

## Definition und Einordnung

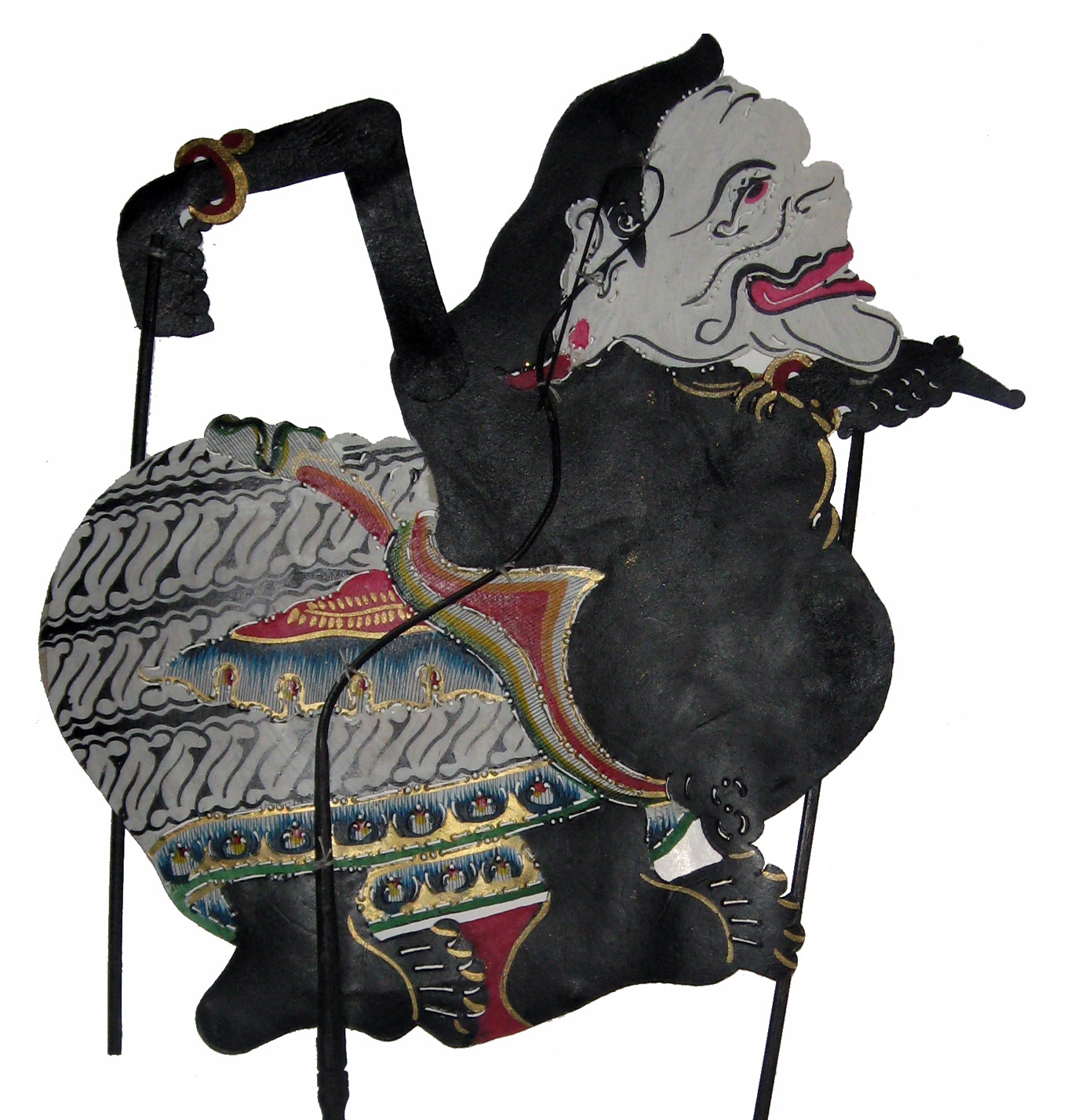
Semar als Wayang Kulit-Puppe

Für den Ethnologen Niels Mulder gehören zu den zentralen Merkmalen des Kejawèn die Bezugnahmen auf die alten hindu-buddhistischen Königreiche Javas (z. B. Majapahit) und andere als 'typisch javanisch' verstandene Traditionen wie der Wayang Kulit oder die höfischen Kultur der Kratons. Gleichzeitig betont er das Vorhandensein enger Überschneidungen zu den mystischen Vorstellungen des Kebatinan (wörtlich 'Innerlichkeit'), die auch in sufistischen Traditionen der Region prägend sind. Stellenweise werden 'Kejawèn' und 'Kebatinan' nahezu synonym verwendet. Mulder beschreibt zeitgenössische Formationen des Kejawèn mitunter als Produkt politischer Veränderungen, die in Java seit dem frühen 20. Jahrhundert stattgefunden haben. Das Kejawèn grenze sich einerseits gegenüber der damals erstarkenden, stark arabisch beeinflussten reformislamischen Bewegungen wie Sarekat Islam oder Muhammadiyah ab. Anderseits sein es mit Abangan-Gruppen oder der nationalistischen Erneuerungsbewegung Budi Utomo eng verbunden gewesen. Nach der indonesischen Unabhängigkeit gelang es jedoch nicht, für den Kejawèn den Status einer offiziell anerkannten Religion (indonesisch: Agama) zu erreichen. Es gilt aus staatlicher Perspektive lediglich als Aliran Kepercayaan ('Glaubensströmung'), welche nicht mit den Sonderrechten einer anerkannten Religion ausgestattet ist. Diese fehlende Anerkennung als Agama trug dazu bei, dass zahlreiche Kejawen-Prakizierende – wie auch andere Menschen ohne offizielle Religionszugehörigkeit – den anti-kommunistischen Verfolgungen der Jahre 1965/66 zum Opfer gefallen sind. Trotz der Verfolgungen besteht das Kejawèn vor allem als mystisches Supplement zu dominanten Orthodoxien des sunnistischen Islam, Katholizismus und Protestantismus weiter fort. Ebenso kann in den anti-kommunistischen Verfolgungen ein wichtiger Katalysator für das Aufkommen des javanischen Hindu-Revival, dem sich in den 1970er-Jahren auch einige Kejawèn-Gruppierungen anschlossen, gesehen werden. Von vielen indonesischen Angehörigen wahabitischer und salafistischer Strömungen des Islam wird weiterhin die Legitimität von islamischen Lokaltraditionen, die durch Kejawèn beeinflusst sind, fundamental in Frage gestellt.
Laut der Religionswissenschaftlerin Edith Franke sind im Kejawèn bestimmte kosmologische Vorstellungen zur Einheit von Mensch, Gott und Kosmos sowie zu Zusammenhängen von Mikro- und Makrokosmus sowie dem Verhältnis zwischen einer 'inneren' geistigen (batin) und 'äußeren' materiellen (lahir) Welt prägend. Viele Praktiken zielen dabei auf die Überwindung von Dualismen und die Herstellung eines harmonischen Gleichgewichts. Zu den wichtigsten Praktiken gehören bestimmte Meditationstechniken, das zeremonielle Mahl des Slametan sowie das Pilgern an heilige Stätten und das dortige Durchführen von Opferritualen. Unter den als göttlich verehrten Figuren aus den Epen des Wayang Kulit erfreut sich der dicklich dargestellte, mit Attributen der nicht-höfischen Gesellschaftsschichten ausgestattete, Semar einer besonderen Popularität. Wie auch im Islam Jawa, orientieren sich viele Feiertage des Kejawèn am Javanischen Kalender. Gräber islamischer Heiliger wie den Wali Songo können auch für nicht-muslimische Praktizierende wichtige Pilgerorte sein, während auch nicht-katholische Kejawen-Praktizierende gelegentlich an die katholische Kirche Ganjuran in der Nähe von Yogyakarta pilgern.